# فدراسیون فوتبال فلسطین
فدراسیون فوتبال فلسطین نهاد اداره‌کنندهٔ فوتبال در فلسطین است. این نهاد در سال ۱۹۲۸ پایه‌گذاری شده و اکنون عضو کنفدراسیون فوتبال آسیا است. در حال حاضر ریاست این نهاد بر عهدهٔ جبرئیل رجوب می‌باشد.